# Sphenomorphus haasi
Sphenomorphus haasi este o specie de șopârle din genul Sphenomorphus, familia Scincidae, descrisă de Robert F. Inger și Hosmer 1965. Conform Catalogue of Life specia Sphenomorphus haasi nu are subspecii cunoscute.